# Porto Azzurro
Porto Azzurro ist eine der sieben Gemeinden auf der Insel Elba und zugleich kommunaler Hauptort mit 3632 Einwohnern (Stand 31. Dezember 2023). Sie gehört zur Provinz Livorno in der Toskana.

## Geografie
Der Ort liegt an der Ostküste Elbas in einer Bucht, dem Golf von Mola. Die Nachbargemeinden sind Capoliveri, Portoferraio und Rio.

## Geschichte
Den Namen Porto Azzurro („Blauer Hafen“), nach der Farbe des Meers, nahm die Gemeinde erst 1947 an. Vorher hieß der Ort Longone und ab 1873 Porto Longone.

## Sehenswürdigkeiten
- Die Festung San Giacomo di Longone (auch Forte Longone oder Forte Beneventano genannt) entstand in der Zeit der spanischen Herrschaft. Die sternförmige Anlage geht auf die Zeit des spanischen Königs Philipp III. zurück und sicherte den Golf von Mola. Sie dient heute als Gefängnis und ist nicht öffentlich zugänglich.
- Das Santuario della Madonna di Monserrato (Heiligtum der Madonna von Montserrat) ließ 1606 der spanische Gouverneur errichten. Der Name wurde von dem spanischen Marien-Wallfahrtsort Montserrat übernommen. Ein Altarbild aus dem 17. Jahrhundert stellt deshalb auch die dort verehrte Madonna dar. Der Baustil zeigt Einflüsse des spanischen Barocks.
- Dank dem Nationalpark Toskanischer Archipel stehen die Gewässer vor Porto Azzurro unter Naturschutz, weshalb es viele artenreiche Tauchplätze gibt. In Porto Azzurro gibt es mehrere Tauchbasen und Tauchschulen.

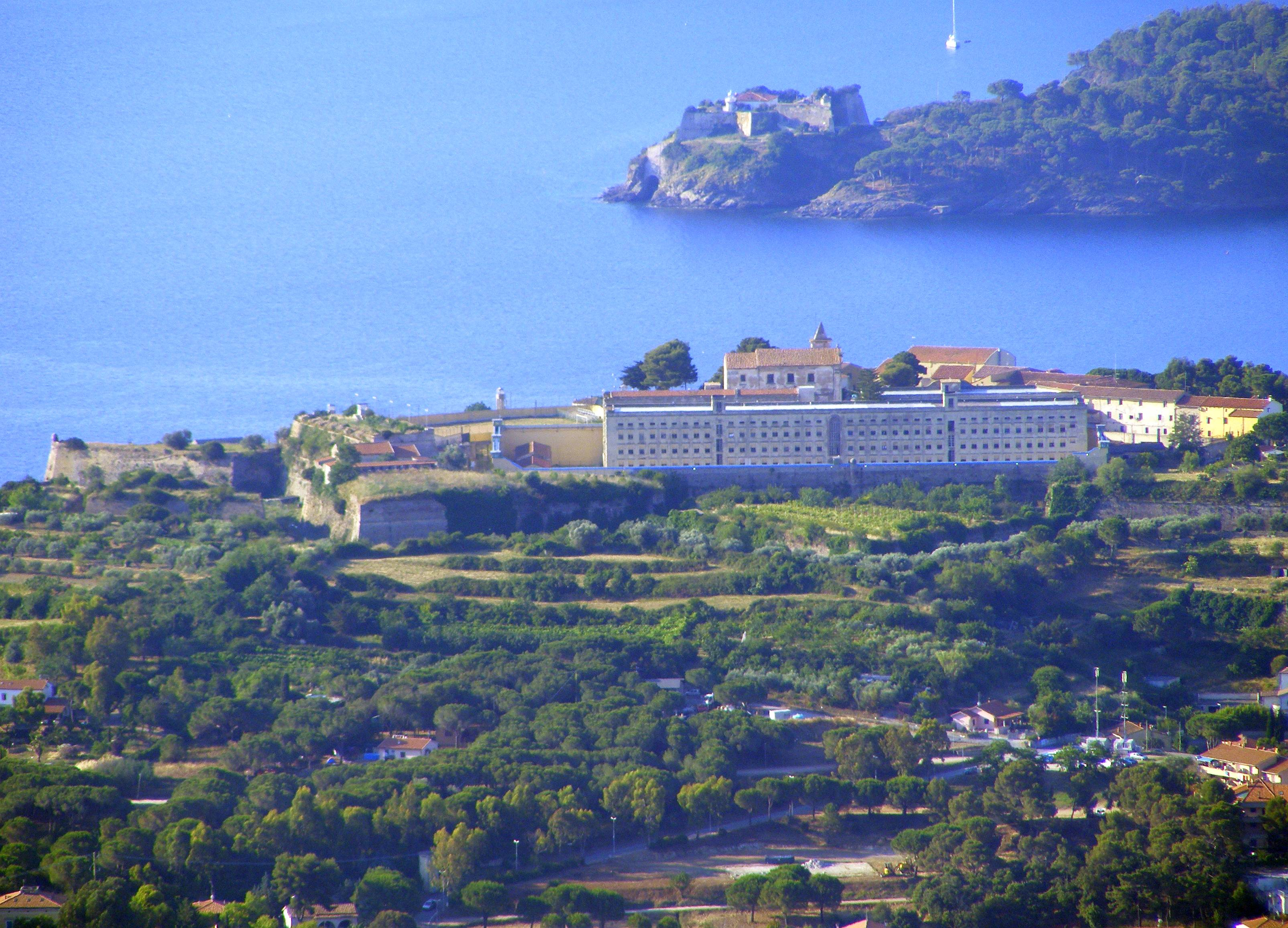
Blick zum Forte Longone
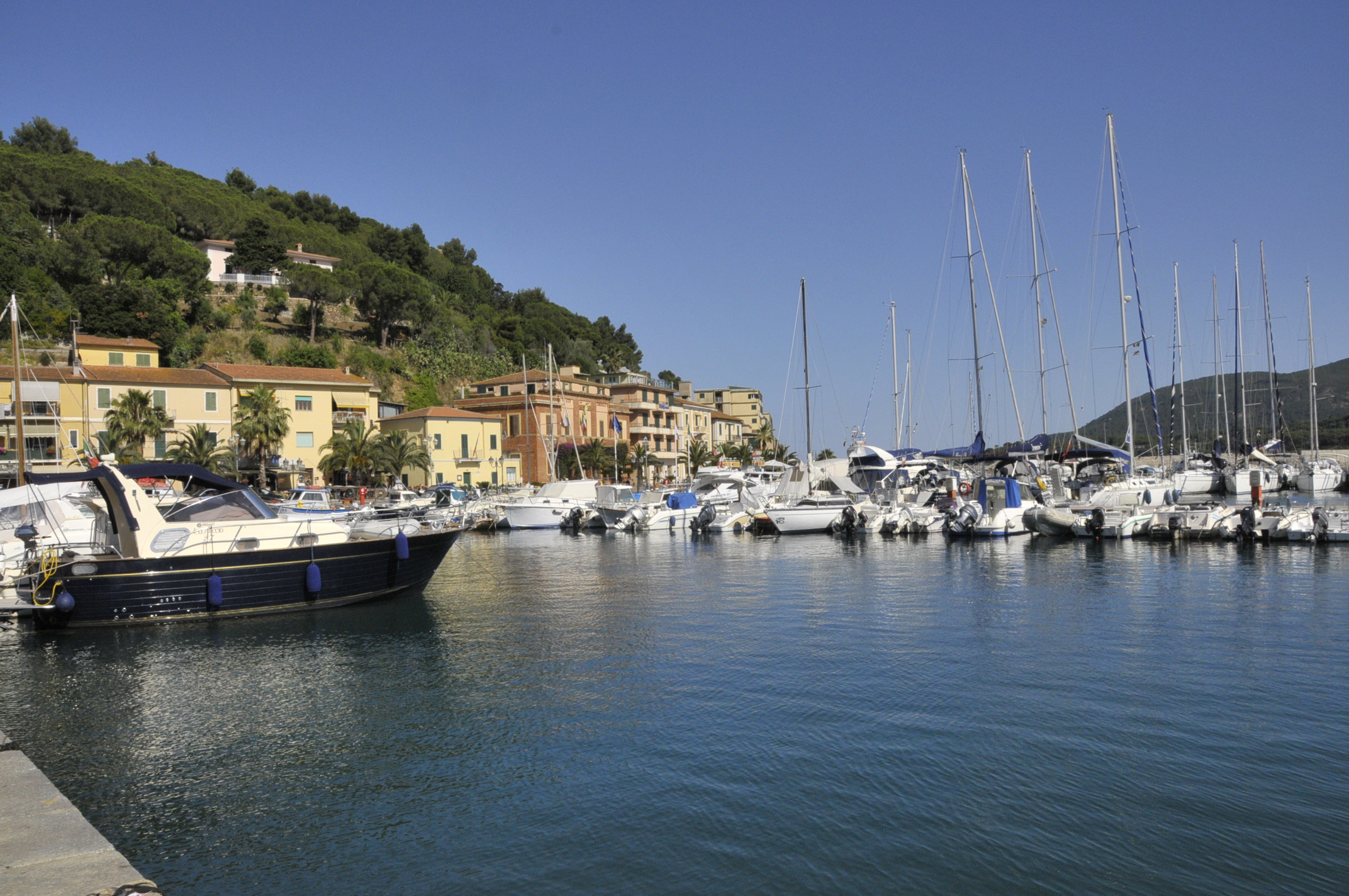
Der Hafen
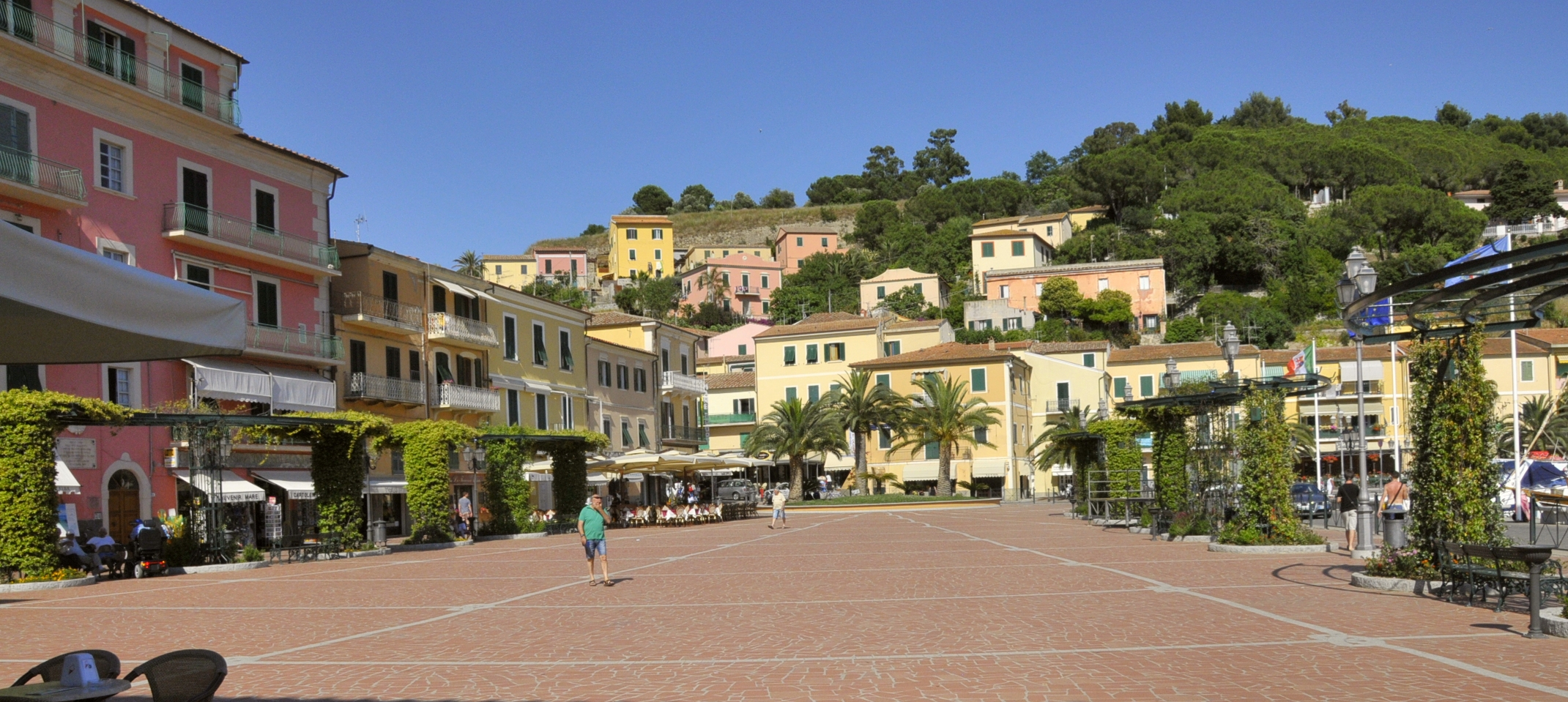
Piazza Matteotti
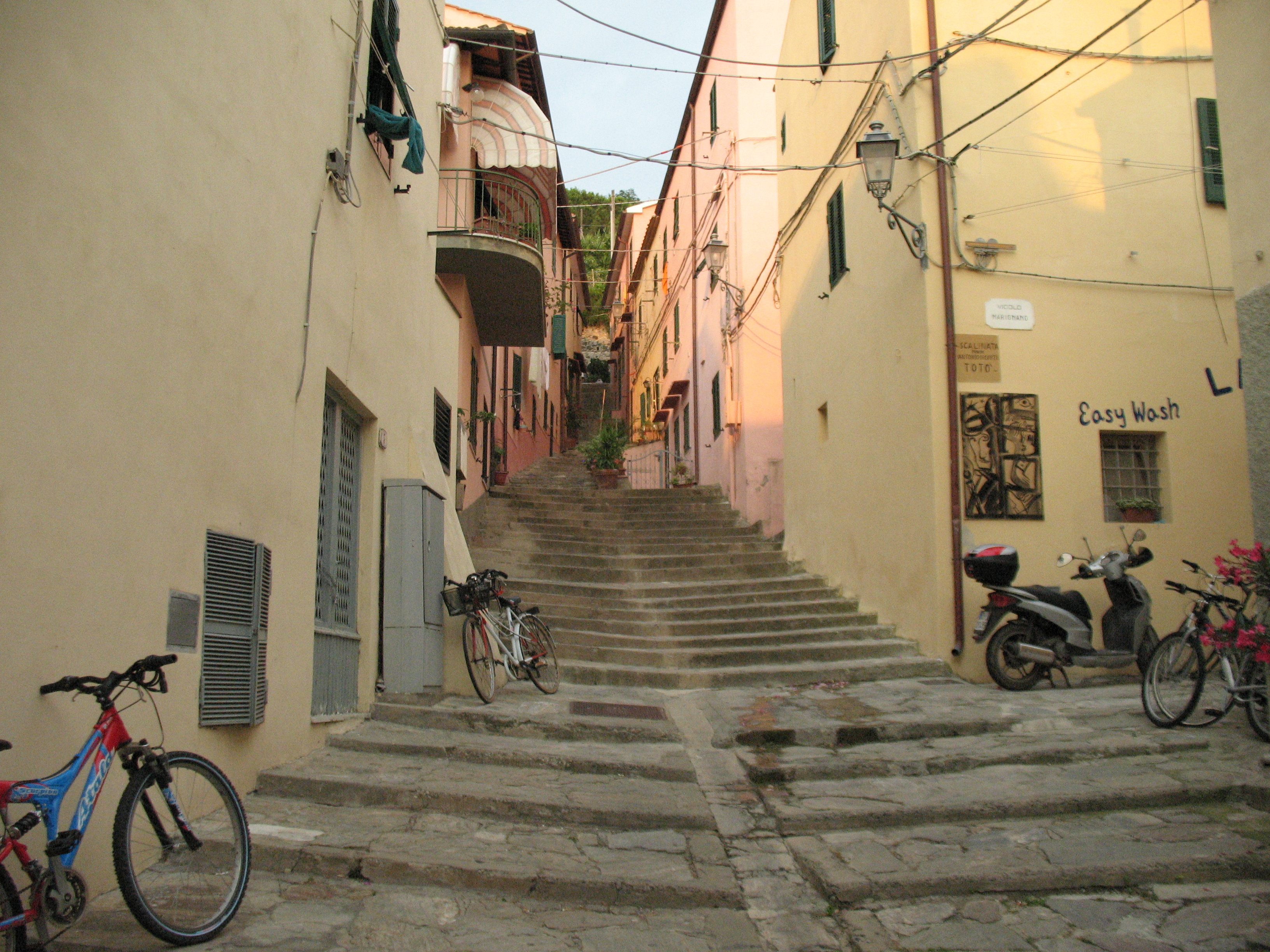
Altstadtgasse
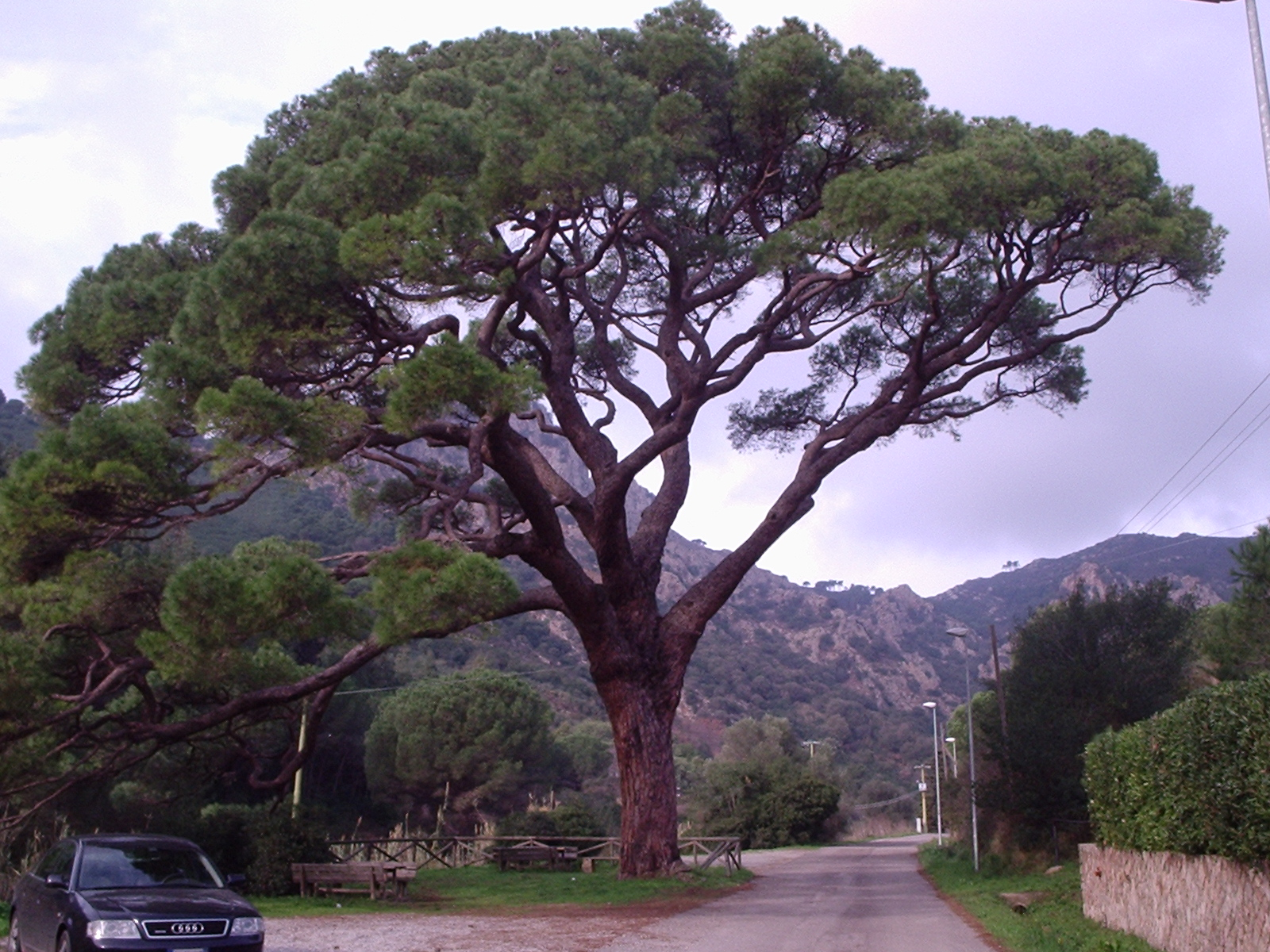
Pinie beim Santuario Monserrato

## Wirtschaft und Verkehr
Der Ort ist hauptsächlich vom Tourismus geprägt. Im Umland wird auch Landwirtschaft betrieben.
Von Porto Azzurro aus verkehrten bis 2008 Fähren nach Piombino – der Fährverkehr wurde jedoch eingestellt.